# 쿠제 마사치카
쿠제 마사치카(일본어: 久世政近)는 일본의 라이트 노벨인 《가끔씩 툭하고 러시아어로 부끄러워하는 옆자리의 아랴 양》 시리즈의 주인공이다. 작중 세이레이 학원의 1학년에 재학 중으로 학생회 서무를 맡고 있다.

## 개요
본작의 주인공으로, 아랴와 옆자리에 앉은 남학생이다. 1학년 B반. 부모님은 이혼했고, 현재는 외교관인 아버지 쿄타로와 함께 살고 있다. 구(旧)성은 모친의 '스오우'이며, C반의 스오우 유키는 친동생이다. 마사치카는 4월생이고 유키가 3월생이기에 같은 학년에 속해 있다.
부친인 할아버지 토모히사가 어린 시절 러시아 영화를 많이 보게 한 것과, 어린 시절 러시아어를 구사하는 소녀에게 첫사랑을 한 것이 계기가 되어 러시아어를 습득했지만 유키를 제외한 모든 사람에게 비밀로 하고 있다. 한때 신동으로 불렸을 정도로 명문가인 스오우가의 후계자에 걸맞은 재능을 가졌고, 이를 꽃피우기 위해 할아버지의 배려로 영재 교육을 받았다. 하지만 기대에 부응하려다 무리한 나머지 가족 관계에 불화가 생겨 집을 나갔으며 지금도 어머니를 미워하고 있다. 그리고 어린 시절 첫사랑과의 이별도 영향을 미쳐 그에 대한 반동처럼 느슨해져 버렸다.
현재는 애니메이션을 보기 위해 밤늦게까지 깨어있는 탓에 항상 수업시간에 잠을 자는 의욕이 없는 열등생으로, 노력하는 것을 기피한다. 이후에 아랴와의 일로 다시금 자극을 받아 학생회 서무를 맡게 되었다. 중등부 시절에는 격무인 학생회 부회장을 거뜬히 맡을 정도로 본래의 능력은 뛰어나다. 과거의 트라우마로 인해 숨겨왔던 능력을 아랴를 위해 발휘하고 있다. 겉모습은 아버지의 젊은 시절을 닮았지만, 내면은 어머니를 닮았다고 한다.

## 같이 보기
- 가끔씩 툭하고 러시아어로 부끄러워하는 옆자리의 아랴 양
- 아마사키 코헤이
- 아리사 미하일로브나 쿠죠

### 서지 정보
- SUN SUN SUN 저: 《가끔씩 툭하고 러시아어로 부끄러워하는 옆자리의 아랴 양 시리즈》 가도카와&디앤씨미디어

### 참조주
1. ↑  Sun Sun Sun. 《로시데레 3》. 제3화 <특히 청소는 하기 싫지 않아?>: 디앤씨미디어. ISBN 9791127865986.